# Massacro di Gwangju

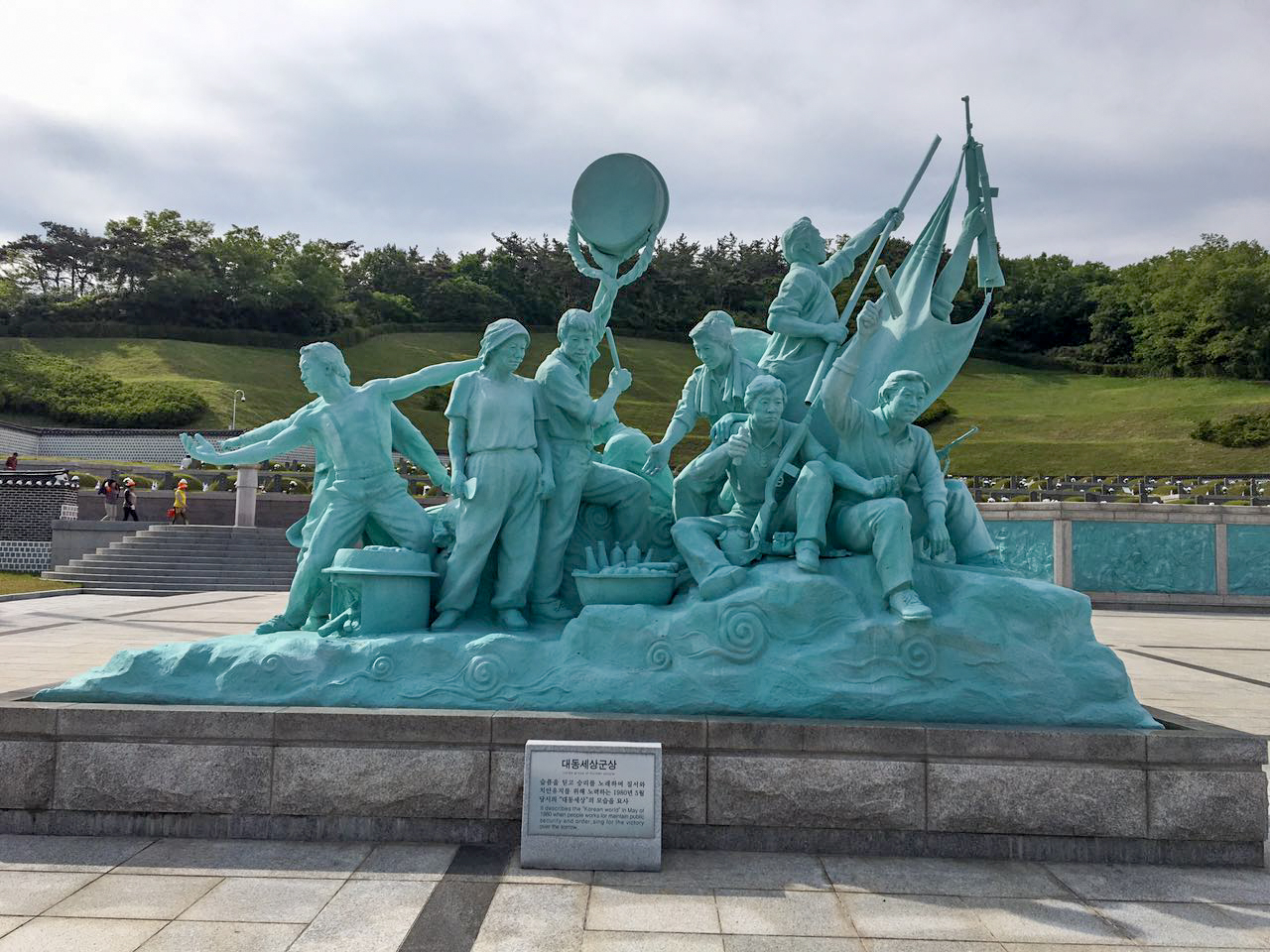
Monumento dedicato alle vittime del 18 maggio 1980

Il massacro di Gwangju (광주 민주화 운동?, 光州民主化運動?, Gwangju minjuhwa undongLR) avvenne a seguito di una rivolta popolare scoppiata il 18 maggio 1980 nel centro di Gwangju in Corea del Sud contro la dittatura di Chun Doo-hwan. 
Gli scontri e la successiva repressione ad opera dell'esercito sudcoreano portarono ad un numero di vittime stimato tra le diverse centinaia ed alcune migliaia. Questi eventi sono anche chiamati "5 1 8" (오일팔?, 五一八?, o-ilpalLR), in riferimento alla data della rivolta. 

## Storia
La dittatura di Chun Doo-hwan si era instaurata a seguito di un colpo di stato avvenuto il 12 dicembre 1979, il secondo nel giro di un anno. Il primo colpo di stato aveva visto l'assassinio del presidente Park Chung-hee (28 ottobre 1979) da parte di Kim Jaegyu, all'epoca direttore della Korean Central Intelligence Agency. Nel marzo 1980 aumentarono le manifestazioni da parte di professori e studenti che volevano delle riforme democratiche per il Paese, come la ricostituzione delle unioni studentesche e l'abolizione della legge marziale. 
Il governo rispose con una violenta repressione delle manifestazioni (operazione "Lavish Holiday") ed estese la legge marziale in tutta la nazione (17 maggio 1980). Dopo la repressione militare, le proteste aumentarono e, in particolare, a Gwangju, attorno alle 10 del mattino del 18 maggio 1980, davanti all'entrata della Chonnam National University, un gruppo di studenti e di spettatori venne aggredito dalle milizie. La violenza da parte dei soldati nei confronti dei manifestanti aumentò fino a culminare il 21 maggio 1980, attorno all'una del pomeriggio, in una repressione avvenuta a colpi di fucile davanti agli uffici della provincia di Jeolla meridionale. La cittadinanza, in risposta a questo atto di violenza, assalì le stazioni di polizia, da cui trafugò armi. 
La città di Gwangju fu isolata e i cittadini provarono a informare tutta la provincia delle proteste che stavano avvenendo nella città. Nel frattempo, un gruppo di cittadini cercava di negoziare con l'esercito, ma tali negoziazioni non portarono a nulla. I rivoltosi presero il controllo del centro città prima che l'esercito reprimesse le proteste, riprendendo il controllo dei luoghi il 27 maggio. Lo stesso giorno, i carri armati entrarono in città e presero il controllo dell'Ufficio provinciale e vi fu una violenta repressione delle proteste. Vi furono scontri tra studenti dell'Università Nazionale di Chonnam e forze armate a causa delle proteste degli studenti per la chiusura dell'ateneo. La rivolta del 18 maggio si concluse dopo 10 giorni in un bagno di sangue, con un bilancio di circa 1000-2000 vittime. Il leader politico democratico Kim Dae-jung venne condannato a morte in seguito agli eventi, ma successivamente graziato.
Sotto la dittatura, questi eventi vennero presentati alla popolazione come una rivolta comunista; fu solamente una volta instaurato un regime democratico nel Paese che il massacro venne riconosciuto come una violenta repressione di un movimento che mirava a difendere le libertà individuali dei coreani. Nel 1997 i presidenti Chun Doo-hwan e Roh Tae-woo vennero condannati nel corso di un processo, nel quale erano anche accusati della responsabilità del massacro di Gwangju, assieme a 17 altri imputati. Vennero graziati in seguito. Nel 2002 fu creato un cimitero nazionale per le vittime del massacro e il 18 maggio venne dichiarata giornata nazionale di commemorazione.

## Influenza culturale
- La scrittrice sudcoreana Han Kang nel 2016 ha scritto un romanzo che ripercorre le vicende del massacro, intitolato Atti umani, pubblicato in Italia da Adelphi nel 2017.
- Le vicende del massacro sono riprese nei film drammatici May 18 (2007), scritto da Na Hyun e diretto da Kim Ji-hoon, e A Taxi Driver (2017), scritto da Yu-na Eom e diretto da Jang Hoon, così come nella serie melodrammatica O-wor-ui cheongchun (2021), scritta da Lee Kang e diretta da Song Min-yeob
- Il rapper Suga dei BTS ha rilasciato il 17 maggio 2010 la canzone "518-062" che fa riferimento all'accaduto. 518 è il 18 maggio, data della commemorazione; 062 è il codice postale di Gwangju.